# Cochiti
Cochiti est une census-designated place (CDP) du comté de comté de Sandoval, au Nouveau-Mexique.

## Galerie

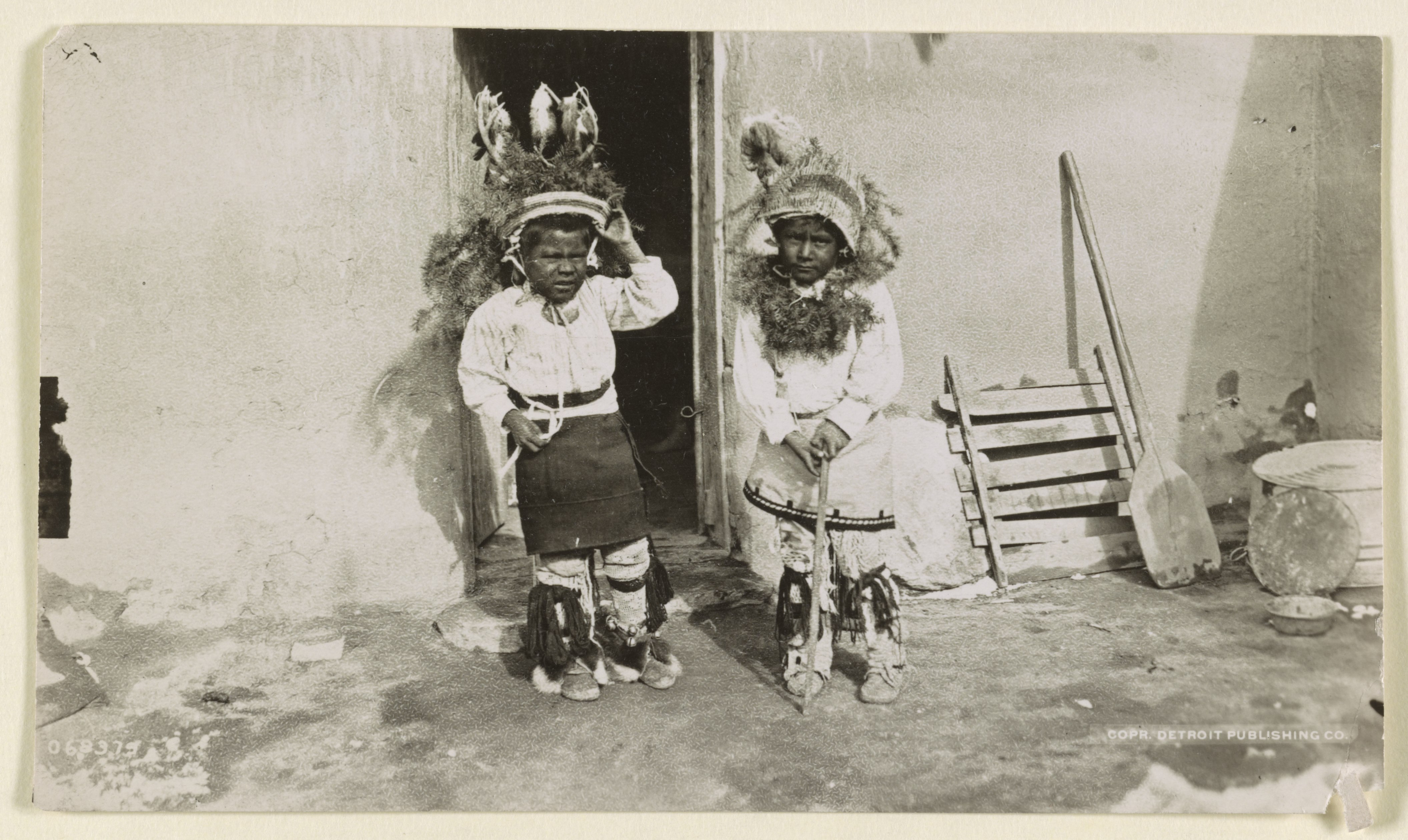
Deux enfants de Cochiti apprenant la danse du cerf

## Personnalités
- Helen Cordero, poterie
- Lisa Holt, poterie
- Virgil Ortiz, poterie
- Tonita Peña, peinture (1893—1949)
- Diego Romero (né en 1964), poterie et imprimerie
- Mateo Romero (né en 1966), peinture